# ریچارد گریفیتس
ریچارد گریفیتس (به انگلیسی: Richard Griffiths)، (۳۱ ژوئیه ۱۹۴۷
– ۲۸ مارس ۲۰۱۳) بازیگر تلویزیون و فیلم اهل بریتانیا بود. این هنرپیشه نسبتاً پرکار، در طول بیش از ۳۵ سال فعالیت حرفه‌ای، در بیش از ۴۰ فیلم و ده‌ها نمایش و مجموعه تلویزیونی بازی کرد. دنیل ردکلیف، بازیگر نقش اصلی سری هری پاتر دربارهٔ او گفت: «ریچارد در دو مقطع مهم زندگی حرفه‌ای ام در کنارم بود و افتخارم می‌کنم که او را می‌شناختم.»

## فعالیت در عرصه نمایش
معتبرترین نمایش او از نگاه منتقدان، «شاگردان درس تاریخ» بود که در سال ۲۰۰۵ به روی صحنه رفت. او در نسخه سینمایی این نمایشنامه که در سال ۲۰۰۶ ساخته شد نیز بازی کرد و برای بازی در نقش معلمی در این فیلم نامزد جایزه بهترین بازیگر نقش اصلی مرد در بفتا شد. آخرین حضور گریفیتس بر روی صحنه به سال گذشته بازمی‌گردد که همراه با دنی دویتو در نمایشنامه «پسران آفتاب» نوشته نیل سایمون بازی کرد. این نمایش نزدیک به سه ماه در لندن بر روی صحنه بود و با استقبال خوبی رو به رو شد.

## مرگ
گریفیتس در سن ۶۵ سالگی در تاریخ ۲۸ مارس ۲۰۱۳ پس از عوارض جراحی قلبش در بیمارستان دانشگاه کاونتری درگذشت.

## گزیدهٔ نقش‌آفرینی‌ها
- سوئینی (۱۹۷۸)
- سوپرمن ۲ (۱۹۸۰)
- ارابه‌های آتش (۱۹۸۱)
- زن ستوان فرانسوی (۱۹۸۱)
- رگتایم (۱۹۸۱)

گریفیتس در شصت و یکمین دوره جوایز بفتا ۲۰۰۷

- جام جهانی: روایت یک کاپیتان (۱۹۸۲)
- پرنده شکاری (۱۹۸۲)
- گاندی (۱۹۸۲)
- پارک گورکی (۱۹۸۳)
- کلئوپاتراها (۱۹۸۳)
- گری‌ستوک: افسانه تارزان، ارباب گوریل‌ها (۱۹۸۴)
- سورپرایز شانگهای (۱۹۸۶)
- ویدنیل و من (۱۹۸۷)
- کازانووا (۱۹۸۷)
- شاه رالف (۱۹۹۱)
- سلاح عریان دو و یک‌دوم: بوی ترس (۱۹۹۱)
- محافظت از تس (۱۹۹۴)
- کارآگاه کوالا (۲۰۰۰–۱۹۹۸)
- اسلیپی هالو (۱۹۹۹)
- وتل (۲۰۰۰)
- هری پاتر و سنگ جادو (۲۰۰۱) در نقش ورنون دورسلی
- هری پاتر و تالار اسرار (۲۰۰۲) در نقش ورنون دورسلی
- هری پاتر و زندانی آزکابان (۲۰۰۴) در نقش ورنون دورسلی
- جایگاه زیبایی (۲۰۰۴)
- راهنمای مسافران مجانی کهکشان (۲۰۰۵)
- ونوس (۲۰۰۶)
- هری پاتر و محفل ققنوس (۲۰۰۷)
- کفش‌های باله (۲۰۰۷)
- داستان‌های زمان خواب (۲۰۰۸)
- هری پاتر و یادگاران مرگ - قسمت اول (۲۰۱۰) در نقش ورنون دورسلی
- جک‌بوتس در وایتهال (۲۰۱۰)
- هوگو (۲۰۱۱)
- دزدان دریایی کارائیب: سوار بر امواج ناشناخته (۲۰۱۱)
- اپیزودها (۲۰۱۱)
- هنری پنجم (۲۰۱۲)
- دربارهٔ زمان (۲۰۱۳)